# Mathilda cochlaeformis
Mathilda cochlaeformis is een slakkensoort uit de familie van de Mathildidae. De wetenschappelijke naam van de soort is voor het eerst geldig gepubliceerd in 1873 door Brugnone.